# Find Me in Your Memory
Find Me in Your Memory (hangul: 그 남자의 기억법; rr: Geu Namjaui Kieokbeop) é uma série de televisão sul-coreana exibida pela emissora MBC TV de 18 de março a 13 de maio de 2020, estrelada por Kim Dong-wook e Moon Ga-young.

## Enredo
Uma história de amor entre um homem que se lembra de cada segundo de sua vida e uma mulher que esqueceu seu passado doloroso.
Lee Jung-hoon trabalha como apresentador de uma estação de transmissão. Ele tem hipertimésia, uma condição que permite que ele se lembre de quase todos os momentos de sua vida. Enquanto isso, Yeo Ha-Jin é uma atriz top. Ela se esqueceu de seu passado. Por isso, ela vive como bem entende.

## Elenco

### Elenco principal
- Kim Dong-wook como Lee Jung-hoon, âncora do Live News que é amado por expor os erros de seus convidados.
- Moon Ga-young como Yeo Ha-jin, uma modelo que virou atriz que é reconhecida como uma poderosa influenciadora.

### Elenco de apoio

#### Pessoas ao redor de Jung-hoon
- Cha Kwang-soo como Lee Dong-young, pai de Jung-hoon, que é carpinteiro.
- Gil Hae-yeon como Seo Mi-hyun, um poeta e mãe de Jung-hoon.
- Lee Joo-bin como Jung Seo-yeon, uma bailarina que é o primeiro amor e namorada de Jung-hoon.
- Yoon Jong-hoon como Yoo Tae-eun, um neuropsiquiatra e melhor amigo de Jung-hoon.[4]

#### Pessoas ao redor de Ha-jin
- Kim Seul-gi como Yeo Ha-kyung, a irmã mais nova de Ha-jin e gerente.
- Lee Soo-mi como Park Kyung-ae, o CEO da agência de Ha-jin.
- Shin Joo-hyup como Moon Cheol, gerente de estrada de Ha-jin.

#### Pessoas ao redor de Tae-eun
- Kim Chang-wan como Yoo Sung-hyuk, pai de Tae-eun e professor universitário que escreveu uma tese sobre a condição de Jung-hoon.
- Jang Yi-jung como Yoo Ji-won, irmã de Tae-eun do novo casamento de seu pai.
- Yoo Ji-soo como Jin So-young, esposa de Seong-hyeok e madrasta de Tae-eun.

#### Pessoal da Assessoria de Imprensa
- Jang Young-nam como Choi Hee-sang, diretor da agência de notícias que é casado com Cheol-woong.[5]
- Lee Jin-hyuk como Jo Il-kwon, um repórter de redação e colega mais novo de Jung-hoon.[6]
- Lee Seung-joon como Kim Cheol-woong, diretor do News Live que é casado com Hee-sang.[7]

#### Outras
- Ji Il-joo como Ji Hyun-geun, um diretor de cinema que dirigiu o filme de Ha-jin, My First Love.
- Kwon Eun-soo como equipe da mídia de notícias
- Jang In-sub como Park Soo-chang, um repórter.
- Park Ji-won como Kim Hee-young, uma enfermeira.
- Joo Seok-tae como Moon Sung-ho, o perseguidor de Seo-yeon.
- Han Da-mi como assistente de direção.[8]

## Produção
A primeira leitura do roteiro ocorreu em 12 de fevereiro de 2020.

## Trilha sonora

### Parte 1
| Lançado em 26 de março de 2020 |                                              |                |         |  |
| N.º                            | Título                                       | Artista        | Duração |  |
| 1.                             | "Here We Are" (나의 오늘이 너의 오늘을 만나) | Jooyoung       | 4:04    |  |
| 2.                             | "Here We Are" (Inst.)                        |                | 4:04    |  |
| Duração total:                 | Duração total:                               | Duração total: | 8:08    |  |

### Parte 2
| Lançado em 1 de abril de 2020 |                   |                |         |  |
| N.º                           | Título            | Artista        | Duração |  |
| 1.                            | "One Day" (하루)  | Solji (Exid)   | 4:05    |  |
| 2.                            | "One Day" (Inst.) |                | 4:05    |  |
| Duração total:                | Duração total:    | Duração total: | 8:10    |  |

### Parte 3
| Lançado em 2 de abril de 2020 |                                      |                |         |  |
| N.º                           | Título                               | Artista        | Duração |  |
| 1.                            | "A Memory In My Heart" (마음의 기록) | Yangpa         | 3:47    |  |
| 2.                            | "A Memory In My Heart" (Inst.)       |                | 3:47    |  |
| Duração total:                | Duração total:                       | Duração total: | 7:34    |  |

### Parte 4
| Lançado em 8 de abril de 2020 |                       |                |         |  |
| N.º                           | Título                | Artista        | Duração |  |
| 1.                            | "Two People" (두사람) | Suran          | 4:28    |  |
| 2.                            | "Two People" (Inst.)  |                | 4:28    |  |
| Duração total:                | Duração total:        | Duração total: | 8:56    |  |

### Parte 5
| Lançado em 23 de abril de 2020 |                                                      |                          |         |  |
| N.º                            | Título                                               | Artista                  | Duração |  |
| 1.                             | "While The Memories Are Asleep" (기억이 잠든 사이에) | Kang Seung-shik (Victon) | 4:25    |  |
| 2.                             | "While The Memories Are Asleep" (Inst.)              |                          | 4:25    |  |
| Duração total:                 | Duração total:                                       | Duração total:           | 8:52    |  |

## Recepção
Na tabela abaixo, os números azuis representam as audiências mais baixas e os números vermelhos representam as audiências mais elevadas.
| Episódio | Data de transmissão | Audiência média |
| Episódio | Data de transmissão | AGB Nielsen     |
| Episódio | Data de transmissão | Em todo o país  |
| -------- | ------------------- | --------------- |
| 1        | 18 de março de 2020 | 3.0%            |
| 2        | 18 de março de 2020 | 4.5%            |
| 3        | 19 de março de 2020 | 3.5%            |
| 4        | 19 de março de 2020 | 3.4%            |
| 5        | 25 de março de 2020 | 3.2%            |
| 6        | 25 de março de 2020 | 4.3%            |
| 7        | 26 de março de 2020 | 3.3%            |
| 8        | 26 de março de 2020 | 3.5%            |
| 9        | 1 de abril de 2020  | 3.4%            |
| 10       | 1 de abril de 2020  | 4.5%            |
| 11       | 2 de abril de 2020  | 3.2%            |
| 12       | 2 de abril de 2020  | 4.0%            |
| 13       | 8 de abril de 2020  | 4.0%            |
| 14       | 8 de abril de 2020  | 5.4%            |
| 15       | 9 de abril de 2020  | 3.3%            |
| 16       | 9 de abril de 2020  | 3.9%            |
| 17       | 16 de abril de 2020 | 3.1%            |
| 18       | 16 de abril de 2020 | 3.2%            |
| 19       | 22 de abril de 2020 | 3.6%            |
| 20       | 22 de abril de 2020 | 4.8%            |
| 21       | 23 de abril de 2020 | 2.6%            |
| 22       | 23 de abril de 2020 | 3.0%            |
| 23       | 29 de abril de 2020 | 2.9%            |
| 24       | 29 de abril de 2020 | 3.9%            |
| 25       | 30 de abril de 2020 | 2.3%            |
| 26       | 30 de abril de 2020 | 3.1%            |
| 27       | 6 de maio de 2020   | 3.4%            |
| 28       | 6 de maio de 2020   | 4.1%            |
| 29       | 7 de maio de 2020   | 2.6%            |
| 30       | 7 de maio de 2020   | 2.8%            |
| 31       | 13 de maio 2020     | 2.5%            |
| 32       | 13 de maio 2020     | 3.6%            |
| Média    | Média               | 3.5%            |

- Em 13 de abril de 2020, foi relatado que o episódio agendado para 15 de abril irá ao ar em 16 de abril, e o episódio agendado para 16 de abril irá ao ar em 22 de abril devido às eleições legislativas da Coreia do Sul de 2020.[11]

## Notes
1. ↑  A transmissão foi atrasada devido às eleições legislativas da Coreia do Sul de 2020.